# Die Elfen (Roman)

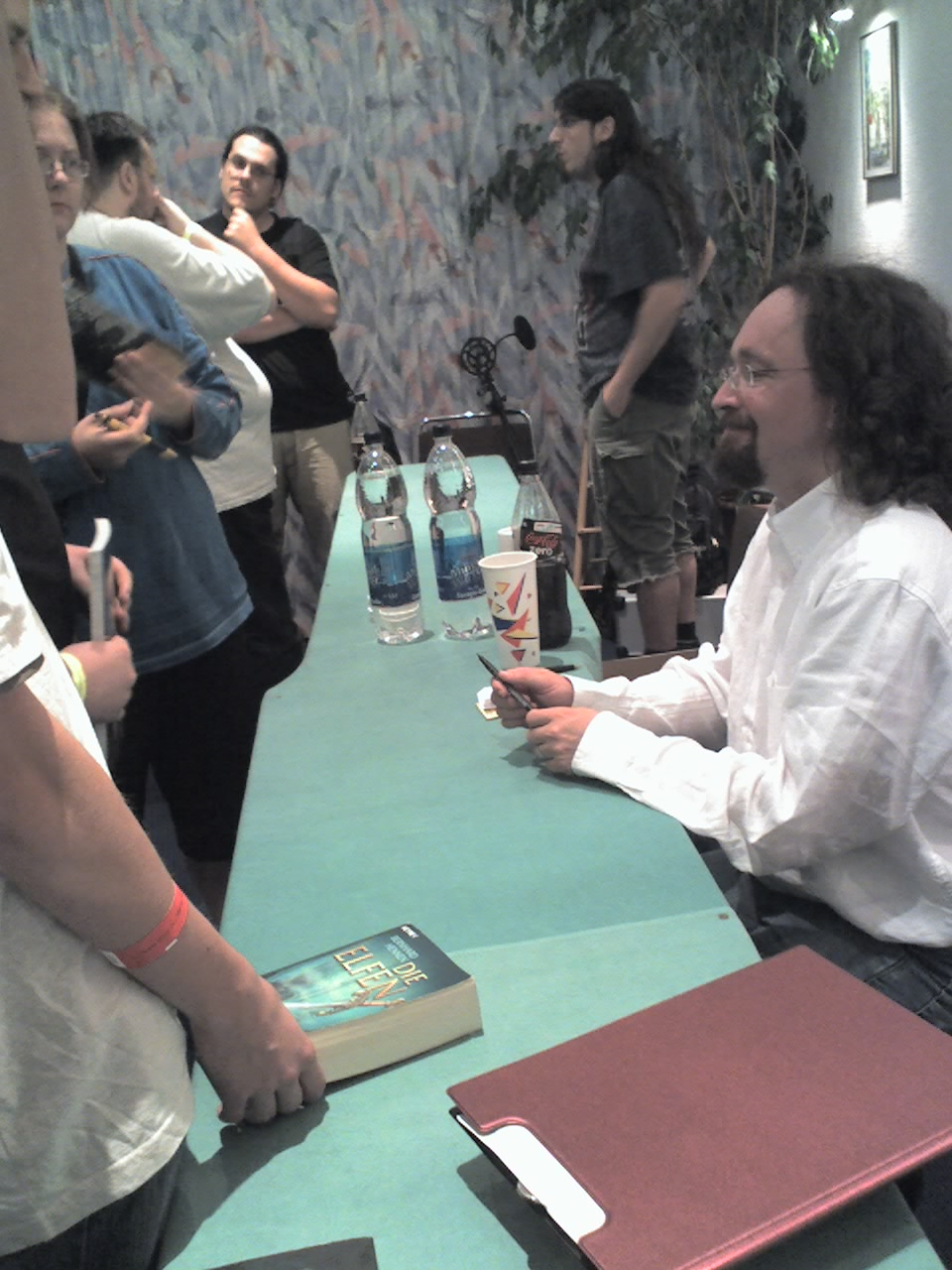
Bernhard Hennen (rechts) signiert Die Elfen beim FeenCon 2007

Die Elfen ist ein deutscher Fantasyroman von Bernhard Hennen und James Sullivan aus dem Jahr 2004. Anfang bzw. Ende 2006 erschienen die ausschließlich von Bernhard Hennen geschriebenen Fortsetzungen Elfenwinter und Elfenlicht, 2009 erschienen Elfenkönigin sowie Ende 2007 bzw. 2008 die dreiteilige Fortsetzung Elfenritter. Des Weiteren erschienen 2009 ein weiteres unabhängiges, aber zur Gesamtgeschichte gehörendes Buch Elfenlied sowie das Artbook Elfenwelten. Zwischen 2011 und 2016 erschien die neue Pentalogie Drachenelfen, die zeitlich deutlich vor Die Elfen spielt. Sullivan publizierte 2013 mit Nuramon die Fortsetzung der Geschichte des gleichnamigen Elfen. Von 2021 bis 2024 veröffentlichte Hennen die Schattenelfen-Saga,  die zwischen dem Buch Elfenkönigin und dem Elfenritter-Zyklus spielt.

## Entwicklung und Autorschaft
Der Roman ist nach Die Zwerge von Markus Heitz eine weitere deutsche Antwort auf den Romanerfolg Die Orks des englischen Autors Stan Nicholls. Diese Fantasy-Reihe wurde im Frühjahr 2006 von Christoph Hardebusch mit seinem Romandebüt Die Trolle und ein Jahr später mit Die Kobolde von Karl-Heinz Witzko fortgesetzt. Obwohl keinerlei Absprache zwischen den einzelnen Autoren stattfand, versucht jeder Roman, ein Volk der modernen Fantasy herauszugreifen und dieses im Verlauf der Handlung zu charakterisieren. Dabei werden stets einige etablierte Eigenschaften des jeweiligen Volkes übernommen, andere ergänzt, vertieft oder auch verändert.
James Sullivan und Bernhard Hennen kennen sich seit den 90er Jahren. Nach Darstellung Sullivans kam Hennen 2003, gegen Ende von Sullivans Studium, auf diesen zu und schlug ihm vor, gemeinsam einen Roman über das Fantasy-Volk der Elfen zu schreiben. Hennen hatte bereits ein Exposé erstellt, das aber sowohl dem Verlag, als auch Sullivan missfallen habe, unter anderem wegen der Darstellung der Elfen als Sklavenhalter. Hennen und Sullivan konzeptionierten daher gemeinsam einen neuen Roman und erstellten das Exposé, das der Verlag annahm. Laut Sullivan und Hennen haben beide Autoren gleichen Anteil an Die Elfen. Hennen habe die Kapitel zu Farodin und Mandred geschrieben, während Sullivan die Kapitel zu Noroelle und Nuramon, sowie die Zwischenkapitel geschrieben habe. Aus Erwägungen der Vermarktbarkeit wurde nur einer der Autoren – der zum Veröffentlichkeitszeitpunkt bereits etablierte Bernhard Hennen – auf dem Cover genannt, eine Entscheidung, mit der Sullivan damals einverstanden war. Sullivans Name wurde auf dem innenliegenden Titelblatt mit abgedruckt. Ansonsten seien nach Aussage Hennens beide Autoren gleichberechtigt, beide hätten auch Tantiemen in gleicher Höhe erhalten. Alle Beteiligten seien vom Erfolg des ersten Romans überrascht worden. Die späteren Veröffentlichungen schrieb Hennen allein, mit Ausnahme des von Sullivan geschriebenen Romans Nuramon (2013).
Die Praxis, nur Hennen als Autor von Die Elfen zu nennen, sorgte später für Kritik. In Bezug auf die Veröffentlichung einer Prachtausgabe von Die Elfen im Dezember 2021, auf der wieder allein Hennen auf dem Cover genannt wurde, erschien im Februar 2022 ein offener Brief von Akteuren der deutschsprachigen Phantastik-Szene an den Heyne-Verlag. Dieser veröffentlichte einige Tage später über seinen Twitter-Account ein gemeinsames Statement mit Hennen und Sullivan, worin er bekanntgab, auf den Covern zukünftiger Auflagen und Ausgaben beide Autoren gleichberechtigt zu nennen.

## Zum fiktiven Universum der Romane

### Die Welten, das Weltennetz und seine Schöpfer
Die Handlung spielt auf drei verschiedenen „Planeten“; der Menschenwelt (Daia), der Zerbrochenen Welt (ehemals Nangog) und Albenmark, der Heimat der Elfen. Daneben werden noch zwei weitere Welten genannt, wovon die eine wohl das Mondlicht (siehe unten) ist und die zweite, Albenheim, nicht näher beschrieben wird. Außerdem existieren noch die jenseitigen Welten der Götter der Menschen, wobei jedem Glauben ein eigener Ort zuzufallen scheint (siehe „Goldene Hallen“/ „Luth' Hallen“). Die drei erstgenannten Welten werden durch das sogenannte Netz der Albenpfade, Lichtwege im Nichts zwischen den Welten, verbunden. Die Albensterne bilden die Schnittpunkte dieser Pfade und ermöglichen es Magiekundigen, torgleiche Öffnungen zu erschaffen, durch die man in das Netz gelangt und in kurzer Zeit weite Strecken zwischen den Welten oder verschiedenen Orten innerhalb einer Welt zurücklegen kann. Je mehr Albenpfade sich in einem Albenstern treffen, desto wichtiger ist dieser Schnittpunkt, da er von mehr Punkten aus erreichbar ist, und desto einfacher und sicherer ist es auch, ein Tor an dieser Stelle zu öffnen und die Pfade zu betreten, ohne im Nichts verloren zu gehen oder einen Sprung durch die Zeit zu machen.
Das Netz der Albenpfade wurde einst von den Schöpfern der Elfen, den Alben, im dunklen Nichts zwischen den Welten gewoben. Diese haben inzwischen Albenmark verlassen. In der Romantrilogie gelten die Alben als Begründer fast aller Völker.
Die Zerbrochene Welt war einst der Kriegsschauplatz der Auseinandersetzung zwischen den Drachen und ihren dämonischen Todfeinden, den Devanthar. In diesem Krieg wurden laut den Legenden alle Devanthar vernichtet und die Zerbrochene Welt bis auf wenige Inseln im Nichts zerstört.

### Die Völker
Das gottgleiche Volk der Alben gilt als Schöpfer der Welten, der Albenpfade und zahlreicher Völker, die als Albenkinder bezeichnet werden und bis auf wenige Ausnahmen die Albenmark bewohnen. Wenngleich der Begriff Alb aus der germanischen Mythologie stammt und untrennbar mit den Elfen und den Zwergen verbunden ist, werden auch andere Völker unserer Sagenwelt und sogar Geschöpfe aus dem griechischen und dem vorderasiatischen oder gar hinduistischen Kulturkreis zu den Albenkindern gerechnet.
- Elfen: Das letzte Volk, das von den Alben erschaffen wurde. Sie gelten als vollkommen, weshalb sie in fast allen Regionen der Albenmark mit dem Adel die herrschende Klasse stellen – eine Rolle, für die sie ob ihrer Arroganz von den meisten anderen Albenkindern verachtet werden. Die Elfen unterteilen sich zudem in einige weitere Völker, so zum Beispiel in die Normirga, ein äußerst magiebegabtes Elfenvolk im hohen Norden, dem auch Emerelle, die Königin der Albenmark, entstammt. Weitere Elfenvölker sind die Maurawan, ein Waldelfenvolk im hohen Norden, und die Freien von Valemas, ein Elfenvolk aus der Wüste, das die Albenmark verlassen hat, weil es sich nicht der Herrschaft Emerelles unterwerfen wollte.
- Zwerge: Die Kinder der Dunkelalben, ursprünglich in den Ioliden beheimatet, einem Gebirge am Rande des Herzlandes, haben als erstes Volk die Albenmark verlassen, um sich nicht Emerelles Herrschaft zu beugen, und leben seit Jahrtausenden in der Welt der Menschen. Ihrem Vorbild folgten bald die Elfengemeinde Freien von Valemas.
- Trolle: Die Trolle sind das kriegerischste Volk der Alben und sind ursprünglich in der eisigen Region Snaiwamark beheimatet. Nach zwei grausamen Kriegen wurden sie über ein Jahrhundert vor Beginn der Geschichte von den Elfen aus ihrer angestammten Heimat vertrieben und wurden im Norden des Fjordlandes (Menschenwelt) sesshaft. Sie werden nicht als stumpfsinnig oder abgrundtief böse beschrieben, auch wenn sie eine Vorliebe für Menschen- und Elfenfleisch haben. Im Romanzyklus nehmen sie in etwa die Rolle der fehlenden Orks ein, wenngleich sie deutlich größer und kräftiger sind.
- Feen: Auen- und Wiesenfeen werden als gesellige, feinsinnige, aber auch schwatz- und flatterhafte Zeitgenossen beschrieben. Sie werden kaum größer als Libellen und leben in Einklang mit der Natur, was sich auch in ihrer Lyrik zeigt.
- Kobolde und Gnome: Ein kleines, sehr heterogenes Volk, das von den Elfen in der Regel geringgeschätzt wird. Die Paläste der Elfen und die Burgen der Trolle wurden von Kobolddienern oder -sklaven erbaut – einer der vielen Gründe, weshalb die Kobolde nicht gut auf die mächtigen Albenkinder zu sprechen sind, denn obgleich sie für ihre magischen und handwerklichen Fähigkeiten bekannt sind, nehmen sie im sozialen Gefüge der Albenmark einen niedrigen Rang ein.
  - Lutin: Fuchsköpfige Kobolde, berüchtigt für ihren schwarzen Humor und ihre Streiche. Da sie zudem als Diebe verschrien sind, werden sie von den meisten anderen Albenkindern verachtet. Ihre diebischen Fähigkeiten basieren vor allem auf ihrer magischen Begabung: Zum einen beherrschen sie die Gestaltenwandlung, zum anderen verstehen sie es wie kaum ein anderes Volk, auf den Albenpfaden zu wandern. Dennoch leben die meisten Lutin nomadisch im Windland, einer Region im Süden der Snaiwamark.
  - Holde: Ein Koboldvolk aus dem Waldmeer, einer Mangrovenlandschaft im Süden der Albenmark.
  - Spinnenmänner:  Ein Koboldvolk, das für seine Kletterkünste und für seine bedingungslose Loyalität betuchten Auftraggebern gegenüber bekannt ist. Viele Spinnenmänner gelten als skrupellose Söldner.
  - Mauslinge: Ein Koboldvolk, das seinen Namen seiner geringen Größe von etwa Daumenlänge verdankt.
- Selkies: Geschöpfe des Meeres – Seehunde oder Otter, die ihre Tierhaut ablegen und sich in elfenähnliche Wesen verwandeln können.
- Kentauren: Die Pferdemänner unterteilen sich in mehrere Völker, die in Dailos und in den weiten Steppen des südlich der Snaiwamark gelegenen Windlandes verbreitet sind, wo sie nomadisch leben.
- Minotauren: Stierköpfige Hünen, die die Mondberge im Süden des Windlandes bewohnen. Sie sind etwa so groß und so kräftig wie Trolle.
- Faune: Bockbeinige, gehörnte Wesen, die wie die Kentauren aus Dailos stammen.
- Nymphen: Magiebegabte Naturgeister.
  - Oreaden: Scheue Bergnymphen, die in den Ioliden leben, der einstigen Heimat der Zwerge.
  - Apsaras: Wassernymphen, die im äußersten Süden der Albenmark leben und für ihre seherischen Kräfte bekannt sind. Wenngleich ihre Vorbilder aus dem hinduistischen Kulturkreis stammen, werden sie in der Romanreihe den Nymphen zugerechnet.
- Gorgonen: Ein menschengleiches Volk, doch der Unterleib ist der einer Schlange (siehe auch Naga). Den Köpfen der zumeist weiblichen Gorgonen entsprießen Schlangen an Stelle von Haaren. Es heißt, ihr Blick könne lebende Wesen zu Stein erstarren lassen. Zudem gelten sie als tödliche Bogenschützen.
- Dschinne: Ein menschenähnliches, magiebegabtes Volk, das die Wüsten der Albenmark bewohnt. Sie gelten als weise und magiebegabt, zeigen sich jedoch nur selten. Ihren Namen hüten sie wie ihren größten Schatz, denn wer sie bei diesem nennt, dem sind sie zu dienen verpflichtet.
- Lamassu: Geflügelte Geschöpfe, deren massigen Stierleibern der keilbärtige Kopf eines Menschen entsprießt (so gesehen das Gegenstück zum Minotaurus). Lamassu (auch Shedu) sind Gestalten aus dem mesopotamischen Kulturkreis und säumten als Kolossalstatuen häufig Prachtstraßen, Toreingänge und Paläste.
- Schwarzrückenadler: Gewaltige, intelligente Adler mit telepathischen Fähigkeiten.
- Drachen: Die Drachen wurden ebenfalls von den Alben als Statthalter Albenmarks erschaffen. Es gibt mehrere Unterarten, die sich in Größe, Intelligenz und ihrer Fähigkeit, Magie zu wirken, unterscheiden. Die mächtigsten und klügsten sind die sieben Himmelsschlangen, die ehemals über Albenmark herrschten. Durch den Krieg mit den Devanthar, innere Streitigkeiten und Kämpfe mit den Elfen sind sie komplett ausgestorben.

Die Seelen der meisten Albenkinder werden solange in einem neuen Körper wiedergeboren, bis sie ihre Bestimmung gefunden haben und „ins Mondlicht gehen“ (vgl. buddhistisches Nirwana). Elfen altern nach dem Ende ihrer Kindheit kaum und können daher nur durch Gewalteinwirkung umkommen. Elfen, die allzu oft wiedergeboren werden, haben einen schlechten Ruf, da sie scheinbar häufig daran scheitern, ihre Bestimmung zu erfüllen. Wiedergeborene Trolle und Zwerge erhalten stets die Stellung ihrer früheren Inkarnation. Die meisten Albenkinder erinnern sich nicht an ihre früheren Leben, bei einigen kehrt die Erinnerung aber mit der Zeit oder durch besondere Umstände zurück.
Weitere Völker, deren Ursprung nicht näher erläutert wird, sind:
- Devanthar: Ein dämonisches Volk aus der Urzeit Albenmarks. Während die Alben danach strebten, eine perfekte Welt zu erschaffen ohne Veränderung zu erschaffen, sahen die Devanthar die dauernde Veränderung als essenziell an und versuchten sie, deren Streben nach Perfektion zu stören, wo es nur ging. Die Devanthar sind Meister der Magie, der Täuschung und können ihre Gestalt nach belieben ändern. Sie sind nur sehr schwer zu töten und verströmen häufig einen Schwefelgeruch, wenn sie auftreten. Nur ein einziger Devanthar überlebte den Krieg mit den Alben, welcher auch der Hauptantagonist in Die Elfen ist. Die Devanthar weisen viele Bezüge zur orientalischen Mythologie auf. (Siehe auch: Daeva )
- Yingiz: Ein Volk, gegen das die Alben Krieg führten. Da diese aber bereits durch den Krieg gegen die Devanthar geschwächt waren, vermochten sie es nicht, die Yingiz zu vernichten, und verbannten diese daher in das Nichts, die Leere zwischen den Welten. Nach dieser Schwächung zogen sich die Alben aus der Welt zurück. Die Yingiz wiederum, nach ihrer Niederlage gegen die Alben nur noch körperlose Schatten, gelten als ein Volk von reiner Boshaftigkeit, das sich an der Angst anderer Wesen weidet, als gierig und egoistisch. Sie vermögen anderen Wesen die Lebenskraft zu stehlen, wenn diese von den Albenpfaden abweichen. Durch eine rituelle Vereinigung mit einem Menschen oder einem Elfen lässt sich ein Shi-Handan (Seelenfresser) erschaffen, geisterhafte Wölfe von der Größe von Pferden. Anders als die Yingiz vermögen sie zwischen den Welten zu wandern und können lebenden Wesen aktiv alle Lebenskraft und die Seele stehlen.
- Menschen: Geschöpfe, die von den Devanthar erschaffen wurden. Anders als die Alben griffen sie in das Leben der Menschen ein. Bis zur Vernichtung der Devanthar durch die Alben herrschten die Devanthar wie Götter über die Menschen. Fast jeder Devanthar ernannte einen Unsterblichen, der über ein Volk herrschte und nur seinem Göttervater oder seiner Göttermutter Rechenschaft schuldete. Nach dem Großen Krieg und der Zerstörung Nangogs (die zerbrochene Welt) brachen diese Strukturen zusammen, allerdings blieben Spuren bis zur Gegenwart erhalten.

## Verknüpfungen

### Bezüge zum übrigen Werk Bernhard Hennens
Motive der Elfen-Romane finden sich in einigen frühen Das Schwarze Auge (DSA) bezogenen Rollenspielpublikationen, Romanen und Erzählungen Bernhard Hennens. Hier sind insbesondere Die Phileasson-Saga, die Gezeitenwelt (Dominanz einer mächtigen, monotheistischen Religion, die dem Christentum gleicht) und Drei Nächte in Fasar / Rabensturm (zum Beispiel in Form der Existenz eines geheimnisvollen Elfenvolkes, das in der Wüste lebt) zu nennen. Vor allem die Parallelen zur Phileasson-Saga (DSA) sind auffällig; wiederkehrende Themen sind das Aufeinandertreffen einer Elfen- mit einer Wikingerkultur (durchgängig) oder die Diaspora eines ganzen Volkes, der Zerfall einer elfischen Hochkultur, eine Zerbrochene Welt (Inseln im Nebel) usw. Die Phileasson-Saga lässt sich als literarisches Testfeld deuten, in dem Bernhard Hennen seine Ideen zum Volk der Elfen entwickelte, bevor er sie über zehn Jahre später in Die Elfen wieder aufgriff.

## Handlung
Die Handlungen von Die Elfen, Elfenwinter, Elfenlicht und Elfenritter überschneiden sich sowohl im erzählten Zeitraum als auch in der Handlung selbst, greifen ineinander über und beziehen sich aufeinander, sodass sie hier chronologisch dargestellt werden.

### Die Elfen(„erster“ Teil)
Die Elfen Farodin und Nuramon werben am Hofe der Elfenkönigin Emerelle seit Jahrzehnten um ihre Minneherrin Noroelle, was unter Elfen nicht unüblich ist. Eines Tages gelangt der Mensch Mandred Torgridson auf der Flucht vor einem Dämon, der halb Mann, halb Eber ist und sein Heimatdorf Firnstayn bedroht, durch Zufall aus der Menschenwelt nach Albenmark. Er verlangt von den Elfen Hilfe gegen den Manneber, doch Emerelle fordert als Gegenleistung, die Erziehung von Mandreds noch ungeborenem Sohn übernehmen zu dürfen. Zum Wohle seiner Heimat stimmt Mandred widerwillig zu.
Mit Farodin, Nuramon und einer Gruppe aus Elfenjägern kehrt Mandred in die Menschenwelt zurück, wo sich die drei Protagonisten dem Manneber schließlich in einer Gebirgshöhle zum Kampf stellen. Der Dämon, der sich im Weiteren als der letzte nach einer gewaltigen Schlacht gegen die Alben verbliebene Devanthar entpuppt, täuscht ihnen seinen Tod vor, flieht aber in Wirklichkeit nach Albenmark und verführt dort Noroelle in Gestalt Nuramons.
Der Sohn, den die Elfe bald darauf gebärt, wird von Emerelle als Kind des Devanthars erkannt und zum Tode verurteilt. Noroelle flieht aus Liebe zu ihrem Sohn in die Menschenwelt und versteckt ihn dort vor den Häschern der Königin. Emerelle verbannt Noroelle daraufhin in einen Teil der Zerbrochenen Welt, der nur von der Menschenwelt aus erreichbar ist. Den einzigen Albenpfad zu ihrem Exil blockiert Emerelle durch einen mächtigen Zauber. Noroelle nimmt die Strafe an, ihr Sohn jedoch wächst versteckt zwischen den Menschen auf.
Durch einen Trick des Devanthars sind Jahrzehnte vergangen, als Mandred, Farodin und Nuramon aus der Eishöhle entkommen können und nach Firnstayn zurückkehren. Die drei gehen nach Albenmark, um der Königin Bericht von der Jagd zu erstatten. Dort erfahren sie von der List des Devanthars und Noroelles Verbannung. Um das Urteil gegen Noroelle aufzuheben, machen sich die drei zusammen mit Mandreds Sohn, der von den Elfen aufgezogen wurde und nun den Namen Alfadas (Albensohn) trägt, auf die Suche nach dem Kind des Devanthars.
Nach langer Suche in der Menschenwelt finden sie es schließlich in Gestalt des geistlichen Wunderheilers Guillaume, dessen eigentümliche Magie auf Elfen jedoch ungewollt todbringend wirkt. Nuramon möchte entgegen den Anweisungen der Königin den Sohn Noroelles nicht töten, doch auf der Flucht vor plötzlich erscheinenden Soldaten, die den Wunderheiler suchen, kommt dieser dennoch gewaltsam ums Leben.
Dem Suchtrupp gelingt es, zu fliehen und nach Firnstayn im Fjordland zurückzukehren, wo sich Alfadas entschließt, bei den Menschen zu bleiben, während Mandred weiter mit den Elfen wandert. Zurück in Albenmark ist Emerelle erzürnt darüber, dass die Elfen nicht selbst den Dämonensohn umgebracht haben und prophezeit schlimme Konsequenzen für alle Welten. Des Weiteren verwehrt sie die Freilassung Noroelles. Farodin, Nuramon und Mandred verlassen Albenmark, um selbst nach einem Weg zu suchen, Noroelle vom Bann der Königin zu befreien.

### Elfenwinter
Im folgenden Winter, der den beteiligten Völkern später als Elfenwinter in Erinnerung bleibt, schicken die Trolle eine mächtige Flotte nach Albenmark und versuchen, die kalte Snaiwamark, aus der sie einst vertrieben wurden, zurückzuerobern. Beim ersten Aufeinandertreffen zwischen Elfen und Trollen in der Hafenstadt Vahan Calyd wird Emerelle schwer verwundet und fällt in eine Art Starre, kann aber von ihrem treuen Schwertmeister Ollowain und der zwielichtigen Zauberin Lyndwyn gerettet und nach Firnstayn in die Menschenwelt gebracht werden.
Währenddessen erschafft die mächtige Trollschamanin Skanga zwei gefährliche Kreaturen, die Shi-Handan, durch Verbindungen aus im Nichts lebenden, seelenverschlingenden Schattenwesen, den Yingiz, und den Seelen zweier gefangener Elfenfürsten. Sie sollen Tod und Verwirrung unter die Elfen und ihre Verbündeten bringen und zudem Emerelle aufspüren.
Alfadas Mandredson, der inzwischen, wie einst sein Vater, zum Jarl des Dorfes Firnstayn aufgestiegen ist, bekommt vom König des Fjordlands den Auftrag, mit einem kleinen Heer den Elfen im Krieg gegen die schnell vorrückenden Trolle beizustehen. Während Emerelle wie in tiefem Schlaf in Firnstayn bleibt, schließt sich das Menschenheer der Verteidigung der Festung Phylangan an, einem Bollwerk der Elfen am Rande der Snaiwamark, das früher im Besitz der Trolle war. Obwohl es zunächst so aussieht, als ob die Elfen die Schlacht gewinnen, gelangt der Rudelführer Orgrim durch einen Albenstern in die Festung und richtet ein Massaker an. Dadurch kann er das Heer von Trollen in die Festung einlassen und diese schließlich einnehmen. 22 Tage lang führen die Menschen, Elfen, Kentauren und Kobolde erbitterte Rückzugsgefechte. Als das Ende nahe ist, losen sie aus, wer fliehen und wer bleiben und den Flüchtlingen noch etwas Zeit erkaufen soll.
Indem ein Kobold kochenden Wasserdampf in den Berg leitet, können sich die allerletzten Verteidiger retten, kurz vor dem endgültigen Sieg der Trolle.
Ollowain hält, solange er kann, die Stellung und muss dann trotzdem fliehen.
Doch als er zurückkehrt, um Lyndwyn, die zu seiner Geliebten geworden ist, zu retten, muss er erkennen, dass Phylangan über einem riesigen Vulkanschlot errichtet wurde und die Elfenmagier die Festung unter der Leitung Lyndwyns verzweifelt vor dem aufströmenden Magma verteidigen. Ollowain nimmt die geschwächte Elfe mit sich und flieht in einer waghalsigen Schlittenfahrt aus der Festung, die durch den Ausbruch des Vulkans vernichtet wird. Als Ollowain bei einem Unfall das Bewusstsein verliert, stellt sich Lyndwyn den herannahenden Trollen und wird von Birga, der Schamanenschülerin Skangas, gefoltert und in der Kälte zurückgelassen. Sie kann so lange durchhalten, bis Ollowain sie findet, um sich von ihm zu verabschieden und ins Mondlicht zu gehen.
Während der Abwesenheit Alfadas' gelangt einer der von Skanga erschaffenen Shi-Handan in die Menschenwelt und fordert auf grausamste Art seine Opfer unter den Fjordländern. Der Priester Gundar glaubt an einen Fluch seiner Götter und verlässt Firnstayn, um ihnen zu opfern. Unerlaubterweise folgt Alfadas' Sohn Ulric dem Priester, dem der Schicksalsgott Luth das Versteck eines alten Kettenhemds offenbart, mit dessen Hilfe er die Bestie besiegen soll. Als sie zurück in das Dorf gehen wollen, fängt es an zu schneien, Ulric verstaucht seinen Fuß und Gundar trägt ihn den ganzen weiten Weg nach Hause. Sie kommen gerade rechtzeitig, um Ulrics Familie und die bewusstlose Elfenkönigin vor dem Shi-Handan zu retten. Der alte Priester findet den Tod, doch auch der Shi-Handan wird vernichtet, denn, wie sich später herausstellt, kann nur das von Menschen geschmiedete Eisen den Yingiz etwas anhaben.
Trotz ihres Sieges in Phylangan erleiden die Trolle empfindliche Verluste und sind gezwungen, sich in die Snaiwamark zurückzuziehen. Im Laufe des Krieges erkennen sie jedoch in dem Rudelführer Orgrim, der sich als der versierteste Feldherr der Trolle zeigt, die Wiedergeburt eines ihrer ehemaligen Herzöge und überlassen ihm die Festung Nachtzinne nördlich von Firnstayn in der Menschenwelt.
Auf Druck des eifersüchtigen Trollkönigs wird ein unfähiger Heerführer damit beauftragt, als Rache für die Einmischung der Menschen das Fjordland zu verheeren. Orgrim wird ihm als untergeordneter Berater zur Seite gestellt.
Asla, Alfadas Frau, überredet die Dorfbewohner, welche ihr erst nicht glauben wollen, zu fliehen. Sie ziehen nach Honnigsvald, in der Hoffnung, sie würden dort sicher sein. Dort angekommen, finden sie einen alten Freund Alfadas'. Der zeigt ihnen, dass die Mauern der Stadt morsch und brüchig sind. Asla kauft bei einem Händler viele Pferdeschlitten, um zu fliehen. Sie versucht auch, andere Flüchtlinge zu überreden, wird aber dann von den Soldaten des Königs gezwungen, damit aufzuhören. Trotzdem flieht sie mit vielen Flüchtlingen hinauf auf das Eis. Dort bemerkt Ulric, dass seine blinde Freundin Halgard nicht mitgekommen ist. Er springt vom Wagen und geht zurück nach Honnigsvald, um sie zu suchen. Als Asla dies bemerkt, schickt sie den Bluthund Blut, um ihn zu suchen. Auch die Elfe Yiliana geht mit, um ihn zu suchen.
Die Menschen bemerken, dass sie nicht nur von Trollen verfolgt werden, sondern ihnen Trolle gleichzeitig auch entgegenkommen. Unter Aslas Führung verschanzen sich die Flüchtlinge in einem Bergtal, das durch zwei starke Palisaden befestigt ist.
Obwohl die Flüchtlinge den Trollen in jeder Hinsicht unterlegen sind, können sie sich zunächst halten. Als die Trolle die letzte Palisade durchbrochen haben, ergibt sich die erwachte Emerelle Orgrim. Im Gegenzug schwört Orgrim, die überlebenden Menschen in Frieden zu lassen. Asla vertraut nicht auf das Wort der Trolle und flüchtet mit den anderen Flüchtlingen in die Berge. Tatsächlich bricht der Heerführer der Trolle das von Orgrim gegebene Versprechen und greift an. Orgrim verweigert sich jedoch diesem Angriff.
Als Alfadas mit seinem Heer im Fjordland eintrifft, haben die Trolle bereits eine Schneise der Verwüstung gezogen. Sie finden in Honnigsvald den Dolch Ulrics, und Alfadas glaubt, er sei von den Trollen verspeist worden.
Allerdings gelang Ulric mit Blut, Yiliana und Halgard die Flucht. Yiliana wird dabei stark verletzt. Als sie kurz vor dem Erfrieren sind, erscheint ihnen der Geist Gundars und führt sie in eine Unterwasserhöhle. Doch ein Troll namens Gran findet sie und verletzt Yiliana noch schwerer. Ulric schafft es jedoch mit dem Schwert eines sagenumwobenen Königs, den Troll zu töten.
An ihrem letzten Sammelpunkt gelingt es Menschen und Elfen schließlich, die Trolle mit vereinten Kräften zu besiegen. Alfadas wird zum König des Fjordlandes ernannt, doch verliert er seine Frau und seine Tochter Kadlin, die mit den anderen Flüchtlingen in die kalten Gebirgswälder geflohen sind, wo nur die wenigsten den Trollen entkommen konnten. Ulric und seine Freundin Halgard werden ertrunken aufgefunden, doch die wiedererwachte Emerelle kann beide mithilfe ihres Albensteins zurück ins Leben bringen. Asla und ihre Tochter Kadlin und der einstige Geliebte Kalf konnten fliehen und verstecken sich nun.

### Elfenlicht
Die Trolle haben sich in der Snaiwamark neu formiert und nähern sich über das Netz der Albenpfade dem Palast Emerelles. In ihrer verzweifelten Lage zertrennt die Elfenkönigin durch die Macht ihres Albensteins den Pfad, auf dem sich das Trollheer befindet und stürzt Tausende Trollkrieger ins Nichts. Doch ihre Handlung hat ungeahnte Folgen; die Albenpfade sind von einem Zauber umgeben, der die im Nichts lebenden Schattenwesen, die Yingiz, davon abhält, Reisende anzugreifen oder die Tore zu den Welten zu durchschreiten. Mit dem Durchtrennen eines Pfades hat Emerelle ein Loch in diesem Schild erzeugt, durch das einige Yingiz nach Albenmark gelangen. Da die Königin die Schatten nicht besiegen kann und immer mehr von ihnen den Weg in die Elfenwelt finden, schickt sie Ganda aus dem Volk der Lutin, Kobolde mit Fuchsköpfen, zusammen mit dem Schwertmeister Ollowain in die verborgene Bibliothek von Iskendria, um eine Lösung zu finden.
Die Trollschamanin Skanga kann sich und den Trollkönig, mit dem sie den Heereszug angeführt hat, aus dem Nichts retten, doch ist der Verstand des Herrschers von den Yingiz zerstört worden. Skanga tötet ihren König, um ihm durch eine Wiedergeburt das Leben in seinem gebrochenen Körper zu ersparen und zugleich selbst die Macht über die Trolle zu ergreifen, bis der wiedergeborene König alt genug ist, selbst zu herrschen.
Währenddessen begegnet Ulric, der Sohn des Fjordlandkönigs Alfadas, bei einem nächtlichen Ausflug Bruder Jules, dem als Priester des jungen Tjured-Glaubens getarnten Devanthar, wie später ans Licht kommt. Der Priester verwirrt den Jungen mit Bemerkungen über die Überlegenheit seines Gottes Tjured und gibt ihm drei Figuren, die Ulric, seine Freundin Halgard und seinen Hund Blut darstellen. Halgard findet in den Holzfiguren je einen Faden, die sie als ihre Lebensfäden deutet, die nach dem Glauben der Fjordländer vom Schicksalsgott Luth gewoben werden. Bluts Faden ist nur ein wenig kürzer als die der beiden Kinder, was sie zur Annahme bringt, ihr Leben werde nur wenig länger als das des Hundes dauern.
In Iskendria bringt der Devanthar Ollowain in der Gestalt eines Bibliothekars beinahe dazu, den Verstand zu verlieren, indem er ihn gezielt über die schrecklichen Ereignisse der Schlacht um Phylangan befragt, während Ganda ein vielversprechendes, wenn auch gefährlich begehrtes Buch über die Albenpfade und die Yingiz findet. Da der Formwandler das Buch selbst nicht öffnen und auch Ganda nicht dazu bringen kann, greift er zu härteren Maßnahmen. Die Gesandten der Königin müssen über die Albenpfade fliehen, wobei Ganda schwer verletzt wird und daher einen Fehler beim Öffnen des Tores macht, das Buch jedoch unbemerkt entwenden kann.
Ein Zeitsprung lässt Ganda und Ollowain erst fünfzehn Jahre später wieder aus dem Netz der Albenpfade treten. Als der Schwertmeister bemerkt, dass Ganda ein Buch aus der Bibliothek gestohlen hat, was die Verwalter Iskendrias mit dem Tod vergelten, nimmt Ollowain das Buch an sich und lässt die verletzte Lutin zu ihrem eigenen Schutz bei einer Koboldzauberin zurück.
Die Trolle haben sich in den vergangenen Jahren von ihren Verlusten während des Elfenwinters erholt und bereiten sich auf die Eroberung des Windlandes, der Heimat der Kentauren, südlich der Snaiwamark vor. Das Bündnis aus Elfen, Kentauren, Kobolden und Minotauren ist den Trolle zahlenmäßig weit unterlegen und stellt sich auf eine herbe Niederlage ein, die durch die langjährige Abwesenheit ihres fähigen Heerführers Ollowain unausweichlich erscheint.
Am Hofe Emerelles angekommen, behauptet der Schwertmeister ritterlich, er habe das Buch aus der Bibliothek entwendet. Obwohl die Elfenkönigin Ollowain schon seit Langem als Reinkarnation ihres einstigen Geliebten Falrach erkannt hat, wovon der Schwertmeister selbstverständlich nichts ahnt, beugt sie sich dem Urteil der Bibliothekare und befiehlt Ollowain, das Heer im Windland anzuführen und in der Schlacht den ehrenvollen Tod zu finden. Ollowain ordnet einen Überraschungsangriff auf das Trollheer an, der in einem blutigen Gemetzel endet.
Ganda hat sich unterdessen einer rebellischen Koboldorganisation angeschlossen, die die Oberschicht der Elfen in Albenmark stürzen möchte, um ihrer Unterdrückung durch die Elfen ein Ende zu setzen. Als Vorratsbeschaffer und -transporter unterstützen sie daher den Vormarsch der Trolle im Windland. Nach der Schlacht findet Ganda den tödlich verwundeten Ollowain und bringt ihn ins Lager der Kobolde, um ihn gesund zu pflegen. Durch einen finsteren Zauber löscht Elija, der Anführer der Rebellen, heimlich das Gedächtnis des Schwertmeisters, der von nun an als Diener Klaves mit den Kobolden zieht.
Trotz der zahlenmäßigen Überlegenheit des Trollheeres sind ihre Verluste so hoch, dass Skanga Herzog Orgrim überredet, das Trollheer zu befehligen, nach Albenmark zurückzukehren und den Oberbefehl über das Trollheer zu übernehmen, befiehlt Emerelle, alle Elfenfürstentümer auf der Marschroute der Trolle aufzugeben und die Truppen im Herzland Albenmarks in der Nähe ihres Palasts zu scharen. Doch viele der Fürsten widersetzen sich dem Befehl und planen stattdessen einen Angriff auf das Herzogtum Orgrims in der Menschenwelt, der den gefährlichen Heerführer von der Front locken soll.
Unterdessen ist die totgeglaubte Kadlin, Tochter des Königs Alfadas, unerkannt und ihrer eigenen Herkunft ungewiss nach Firnstayn zurückgekehrt und schließt sich dem Heer des Königs an, die eine Festung im Grenzgebiet zum Herzogtum Orgrims errichten wollen, der seit dem Elfenwinter im Waffenstillstand mit den Menschen lebt. Dort erfährt Kadlin von einem ehemaligen Ordensbruder des Tjured-Glaubens, dass ein gewisser Bruder Jules die junge Religion dazu nutzt, die Menschen gegen die Elfen aufzuhetzen und zugleich versucht, einen Shi-Handan zu erschaffen, der die Albenkinder vernichten und den Yingiz den Weg nach Albenmark weisen soll. Auf Bitten der Elfen schließen sich die Fjordländer dem Angriff auf die Nachtzinne an, der unter großen Verlusten gelingt. Als Orgrim zurückkehrt und erkennt, dass der kaltherzige Elfenfürst Elodrin sogar seine Frauen und Kinder grausam hingerichtet hat, erobert er die Nachtzinne zurück und nimmt Elodrin und einen Großteil seines Gefolges gefangen. Kadlin entkommt auf dem Schiff Graf Fenryls, der sich gegen Elodrin gestellt hat, nach Albenmark. Neben König Alfadas finden auch viele Menschen den Tod. Ulric und Halgard fliehen mit den Überlebenden, werden aber von Trollen auf einem zugefrorenen See gestellt. Bevor sich die beiden opfern, die Eisdecke des Sees durchstoßen und mit sich die Trolle in die Tiefe ziehen, benennt Ulric Kadlin als neue Königin des Fjordlandes, denn Halgard hat die wahre Identität der jungen Frau erkannt.
Emerelle, die ihre Burg seit dem Eindringen der Dämonen nicht mehr verlassen kann, entdeckt im Einband des von Ollowain mitgebrachten Buchs die Splitter eines zerbrochenen Albensteins. Die Elfenzauberin Alathaia empfiehlt der Königin Elfenkinder zu opfern, um den Stein wieder zusammenzusetzen. Denn nur mit einem zweiten Albenstein ausgestattet, hätte Emerelle die Macht, das Tor ins Nichts wieder zu verschließen und die Yingiz zurück in die Dunkelheit zu schicken. Doch Emerelle bringt dies nicht übers Herz.
Noch dazu stehen die Trolle an der Grenze zum Herzland. Ein Zweikampf soll über den Thron Albenmarks entscheiden. Während sich Emerelle selbst zum Kampf stellt, ist ihr Gegner niemand anderer als Ollowain, der sein Gedächtnis verloren hat. Die Königin weigert sich, gegen ihren Geliebten zu kämpfen und kapituliert, in der Gewissheit, dass die Fürsten Albenmarks bei der nächsten Königswahl mehrheitlich sie und nicht den jungen Trollkönig zum Herrscher wählen werden. Mit der Magie ihres Albensteins versucht sie, Klaves Erinnerungen an seine früheren Leben wieder zu wecken und schafft es tatsächlich, ihren Geliebten Falrach zurückzurufen. Im selben Moment jedoch findet eine gewaltige Anzahl von Yingiz' die Lücke im Schutzschild der Albenpfade.
Trolle und Elfen müssen sich nun verbünden, um dem Untergang zu entgehen. Da auch Skanga über einen Albenstein verfügt, kann die Öffnung ins Nichts wieder verschlossen werden, doch um die Yingiz aus Albenmark zu vertreiben, benötigt das Zweckbündnis einen gefallenen Helden der Menschen. Da nur ein Mensch in die Hallen des Gottes Luth gelangen kann, soll Kadlin kurzfristig zu den Toten gehen. In Luth' Hallen erklärt sich Ulric bereit, die Yingiz zu vertreiben und Albenmark zu retten, auch wenn es ihn das ewige Leben in Luth' Hallen kosten wird. Nach ihrer Rückkehr wird Kadlin die Königin des Fjordlandes.

### Die Elfen(„zweiter“ Teil)
Auf ihrer Suche nach einem Weg, Noroelle zu befreien, werden Farodin, Nuramon und Mandred auf ihren Reisen über die Albenpfade öfter zu Opfern der Zeit, da die beiden Elfen den Torzauber nur dürftig beherrschen. Als sie nach Firnstayn zurückkehren, ist das Dorf längst zu einer befestigten Stadt geworden, in der ein König regiert und Mandred zum legendären Helden geworden ist.
Bald darauf trennen sich Farodin und Mandred von Nuramon. Während Nuramon die Kinder der Dunkelalben, die Zwerge, kennenlernt und von seinen früheren Leben und seiner Bestimmung erfährt, dringen Farodin und Mandred in die Nachtzinne ein, um die Gefangenen des letzten Trollkriegs zu befreien. Zudem führt Farodin seit Jahrhunderten eine Blutfehde mit der Seele Orgrims. Sein Versuch, den Herzog zu erdolchen, misslingt jedoch und kostet ihm beinahe das Leben. Ein erneuter Zeitsprung lässt Nuramon fünfzig Jahre auf ihre Rückkehr warten.
Die Religion des Gottes Tjured, der auch Noroelles Sohn Guillaume angehörte, verwandelt sich durch dessen Tod und die Einflüsse Bruder Jules’ in eine fanatische Lehre, die sämtliche Andersgläubigen bekehren möchte und nach und nach die Königreiche der Menschen unter ihre Kontrolle bringt. Geführt werden die Tjured-Anhänger von weiteren Dämonensöhnen, die der im Verborgenen bleibende Devanthar mit Menschenfrauen zeugte. Zudem bringt der Dämon den Menschen bei, das Netz der Albenpfade zu ihren Zwecken zu nutzen und verändert es selbst durch seinen Albenstein.
Schließlich steht der Angriff der Tjured-Anhänger auf Firnstayn bevor. Ein Bündnis aus Elfen, Trollen und Fjordländern kann die Angreifer jedoch zurückschlagen. Nach gewonnener Schlacht stellen Farodin, Nuramon und Mandred den Devanthar in einem Splitter der Zerbrochenen Welt, vernichten ihn und nehmen seinen Albenstein an sich, dessen Macht es ihnen ermöglichen würde, Noroelle zu befreien. Doch abermals überlistet sie der Dämon, denn, obwohl er selbst vernichtet ist, lässt sein Zauber die Zeit für Gefährten noch schneller vergehen, und sie müssen tatenlos zusehen, wie die Jahrhunderte vorüberfliegen.

### Elfenritter(Die Ordensburg,Die Albenmark,Das Fjordland)
Die Trilogie spielt gegen Ende des etwa ein Jahrtausend umfassenden Zeitrahmens, den „Die Elfen“ vorgeben, etwa vier Jahrhunderte, nachdem die Gefährten nach der Seeschlacht ausgezogen sind, um den Devanthar zu töten. Mittlerweile hat die Tjured-Kirche viele Länder erobert und steht kurz davor, das Fjordland zu überrennen. Die Bücher beschreiben diesen Kampf aus der Sicht Gishilds, der letzten Königin des Fjordlands, und aus der Sicht Lucs, eines Ritter-Novizen im Dienste der Kirche. Dieser hat dank einer geheimnisvollen Gabe als einziger Bewohner des Dorfes Lanzac die Pest überlebt, und es stellt sich heraus, dass es sich dabei um dieselbe Art von Magie handelt, mit der bereits der Heilige Guillaume Menschen geheilt und Albenkinder getötet hat – das Erbe des Devanthars ist in ihm stärker ausgeprägt als in jeder anderen noch lebenden Person. Zunächst hält man ihn ob seines ungewöhnlichen Schicksals für einen Wechselbalg, doch trotz dieser Zweifel beschließt die Ordensritterin Michelle de Droy, dass er zum Ritter ausgebildet werden und dem Orden vom Blutbaum, der Neuen Ritterschaft, dienen soll.
Als Gishild als junges Mädchen von Lilianne, der Schwester Michelles, entführt wird, um den König des Fjordlandes gefügig zu machen, bringt man sie auf die Halbinsel Valloncour, wo sie – wie auch Luc – in der Schule der Neuen Ritterschaft im Sinne der Tjuredkirche erzogen werden soll. Ein geschickter Schachzug, denn so knüpft sie eine emotionale Bindung zu ihrem Ritterorden und damit zur Tjuredkirche. Eine wesentliche Rolle spielt dabei Luc, in den sie sich verliebt und der ihre Liebe erwidert – auch das ist von den mächtigen Intriganten des Ritterordens geplant, denn so gerät Gishild immer tiefer in den Sog ihrer Feinde, die sie nun zunehmend zu schätzen lernt.
Was Gishild nicht weiß: Ihr Vater ist beim Versuch, seine Tochter zu befreien, gestorben – ein wohlgehütetes Geheimnis, auch im Fjordland, denn die Königin ist keine Fjordländerin und die einzige Thronerbin ist verschwunden. So verbreiten die Elfen das Gerücht, der König suche noch immer nach Gishild, und inszenieren die Krönung seiner Frau zur unangefochtenen Herrscherin über das Fjordland, damit innere Rivalitäten das Land nicht spalten. Die Feierlichkeiten finden noch auf dem Schlachtfeld statt, und auch Emerelle ist zugegen, um den Bund zwischen dem Fjordland und Albenmark zu stärken. So kommt es, dass einige gefangene Ritter im Dienste der Tjuredkirche ein Attentat auf die Elfenkönigin verüben, indem sie dieselbe Magie anwenden wie einst Guillaume, doch Emerelle überlebt durch Glück.
Nach einigen Jahren gelangen jedoch Hinweise über ihren Aufenthaltsort nach Albenmark; Gishild wird von den Elfen befreit, kehrt ins Fjordland zurück, wo sie erfährt, dass ihr Vater gestorben ist, heiratet den Jarlssohn Erek und kämpft als Königin gegen die übermächtige Tjuredkirche. Dabei können jedoch weder sie noch Luc die Trennung voneinander ertragen – und vor allem für das Fjordland erweist sich das als überaus gefährlich.
Mit der Hilfe Ahtaps, eines Lutin, der von der Neuen Ritterschaft gefangen und gefügig gemacht worden ist, gelingt es den Rittern unter Führung des intriganten Primarchen Honoré, während des Festes der Lichter nach Vahan Calyd, der Krönungsstadt Albenmarks, vorzudringen und einen Anschlag auf die Edelsten der Albenkinder zu verüben, der unzählige Leben fordert. Luc spielt dabei eine wesentliche Rolle; indem er die „Gabe“ einsetzt, während die Ordensflotte den Albenstern passiert, zerstört er das Geflecht zwischen den Welten und erschafft so einen Riss.
Emerelle überlebt den Anschlag durch Zufall und lässt die gefangenen Ordensritter hinrichten – auch Luc wird ins Wasser zu den Haien gestoßen, doch insgeheim von den Dienern der Königin gerettet. Durch die Verbindung mit einer Wassernymphe wird sein Blut gereinigt, so dass er nie wieder durch seine Gabe Elfen zu töten vermag. Gleichzeitig erhält er die Gabe unter Wasser zu atmen. Er bleibt einige Zeit in Albenmark und erfährt dort, dass die Elfen alles andere als bösartige Dämonen sind, doch Gishild, die die Nachricht über seine Hinrichtung erhalten hat, hält ihn für tot. Aus Wut und Verzweiflung verbannt sie alle Albenkinder aus ihrem Königreich und steht kurz davor, den Kampf gegen die Tjuredkirche aufzugeben.
Honoré, der sich durch seinen geschickten Schachzug erhofft hat, unter die sieben Kirchenfürsten, die so genannten Heptarchen, aufzusteigen, kehrt siegesgewiss in die Menschenwelt zurück. Noch haben die Heptarchen nichts von Überfall auf Albenmark erfahren, und so rechnet sich der Primarch gute Chancen aus, als er mit Kisten voller Elfengold und der Krone der Albenmark in Aniscans, dem Sitz der Tjuredkirche, eintrifft. Dort wird sein Vorgehen jedoch als Hochverrat angesehen, der Ritter wird gefangen genommen, gefoltert und bei lebendigem Leib von Wundbrand zerfressen. Die Neue Ritterschaft wird der Ketzerei bezichtigt, enteignet und dem Orden vom Aschenbaum – ihrem ärgsten Konkurrenten um die militärische Macht innerhalb der Tjuredkirche – unterstellt.
Als Honorés offizielle Hinrichtung naht, besinnt sich dieser darauf, dass auch er die „Gabe“ des Heiligen Guillaume in sich trägt, und heilt sich vor den versammelten Würdenträgern, indem er das Elfengold seiner Magie beraubt. Gilles de Montcalm, der Oberste unter den Heptarchen, sieht darin eine Chance; er will auf eine Hinrichtung des Verräters verzichten, wenn ihn dieser von seinen Leiden zu heilen vermag. Honoré, seiner Machtgrundlage beraubt, willigt ein, um wenigstens sein Leben zu retten. Eine verhängnisvolle Zusammenarbeit beginnt...
Schließlich erfährt Gishild, dass Luc noch lebt. Obwohl dieser im Herzen noch immer Tjured dient, schließt er sich Gishild an, in der der Kampfgeist wieder erwacht ist. Doch als Königin des Fjordlandes darf sie sich keine Dreiecksbeziehung leisten, und auch wenn ihr Herz für Luc schlägt, ist sie erleichtert, dass der Vater ihres Sohnes Snorri, den sie bald darauf zur Welt bringt, zweifellos ihr eigener Mann Erek ist. Als der Angriff der Tjuredkirche in greifbare Nähe rückt, holt sie die Elfen ins Fjordland zurück, um dessen Verteidigung einzuleiten.
Lilianne, die nach der Auflösung der Neuen Ritterschaft dem Orden vom Aschenbaum dient, ersinnt mit ihren ehemaligen Konkurrenten einen Angriffsplan auf das Fjordland. Als die Ordensflotte an zwei Stellen gleichzeitig angreift und Gonthabu und Aldarvik fallen, ist der Krieg bereits gewonnen, doch die letzten freien Fjordländer verschanzen sich in Firnstayn und leisten erbitterten Widerstand. Schließlich beschließt Ollowain eigenmächtig, die Menschen nach Albenmark zu bringen, und ringt dem Trollkönig Orgrim das Versprechen ab, ihnen eine neue Heimat zu geben. Doch als die Menschen gerade den Albenstern vor Firnstayn durchqueren, geschieht die Katastrophe: Honoré, der im Gefolge des obersten Heptarchen ins Fjordland gereist ist, um den Untergang des letzten freien Königreiches zu erleben, nutzt seine Gabe, um – wie schon zuvor Luc – das Gefüge zwischen den Welten zu zerstören und um den Heptarchen zu heilen. Obgleich Honoré deshalb den Verstand verliert, hat er doch einen Riss zwischen den Welten erschaffen, der den Tjuredrittern den Weg nach Albenmark öffnet.
Schließlich müssen auch Luc, Gishild und die letzten Fjordländer einsehen, dass sie Firnstayn aufgeben müssen. Sie fliehen über den Habichtpass, doch dort überrascht die meisten von ihnen der „weiße Tod“. Gishilds Mann und ihr Sohn sterben, sie selbst verliert ihre Füße, und auch Luc scheint tot zu sein, ertrunken im Wolkenspiegelsee. Als Mandred Torgridson, ihr legendärer Ahnherr, im Auftrag Emerelles erscheint, um die letzten Fjordländer nach Albenmark zu bringen, schließt sie sich ihm resigniert an. Schließlich ist die letzte Schlacht, in der Ollowain stirbt, geschlagen und Albenmark durch einen Zauber Emerelles endgültig von der Menschenwelt getrennt. Gishild wähnt sich alleine, bis Luc erscheint, der durch die Gabe unter Wasser zu atmen, die ihm einst die Wassernymphe geschenkt hat, überlebt hat und mit einem Elfen gerade noch in die Albenmark entkommen ist, bevor die Welten getrennt wurden.

### Die Elfen(„dritter“ Teil)
Nuramon hat es mit der Macht des Albensteins geschafft, den Bann zu brechen und bringt seine Gefährten zurück ins Fjordland. Hier hat sich viel verändert. Die Tjured-Anhänger haben Firnstayn erobert und oberhalb des Dorfes hat sich ein gewaltiger Riss gebildet, der die Menschenwelt und Albenmark verschmelzen lässt.
Bei ihrer Rückkehr nach Albenmark machen die drei erneut einen Zeitsprung. Die Tjured-Anhänger stehen bereits an der Grenze zum Herzland und bereiten sich zum Angriff auf die Elfen vor, die sie durch die Einflüsse des Devanthars seit jeher für die Verantwortlichen am Tod des Märtyrers Guillaume halten.
In der letzten Schlacht kämpfen alle Albenkinder, inklusive der Trolle und der nach Albenmark zurückgekehrten Zwerge, zusammen mit den Fjordländern gegen die Tjuredritter. Sie erkaufen sich so die Zeit, damit die Mächtigsten unter den Albenkindern – Emerelle, Yulivee, die den Albenstein des Devanthars erhalten hat – die Zeit haben, mithilfe ihrer Albensteine alle Verbindungen zwischen Albenmark und den anderen Welten zu trennen. Zusätzlich werden die bereits besetzten Gebiete auch getrennt. Mandred wird in der Schlacht unheilbar verletzt und wird königlich begraben. Die Fjordländer erhalten das Recht sich in Albenmark niederzulassen. Farodin und Nuramon bekommen letztendlich Emerelles Segen für Noroelles Rettung, werden aber keine Möglichkeit zur Rückkehr haben, da der Albenpfad hinter ihnen abgetrennt wird. Sie erreichen Noroelle und diese entscheidet sich schließlich für Farodin, woraufhin die beiden ins Mondlicht gehen. Nuramon bleibt als einsamer, aber doch nicht allzu unglücklicher Wanderer in der Menschenwelt zurück, in dem Wissen, dass seine Seele nicht wiedergeboren werden kann, wenn er stirbt. Der Elf muss also seine Bestimmung finden, um ins Mondlicht gehen zu können.

## Vertonung
- Die Elfen (Oktober 2006) – 6 CDs, Gelesen von Hans Peter Hallwachs, Verlag: Dhv der Hörverlag; Auflage: Gekürzte Lesung, ISBN 978-3-89940-973-4.
- Elfenwinter (Mai 2007) – 6 CDs, Gelesen von Hans Peter Hallwachs, Verlag: Dhv der Hörverlag; Auflage: Gekürzte Lesung, ISBN 978-3-86717-080-2.
- Elfenlicht (August 2007) – 6 CDs, Gelesen von Hans Peter Hallwachs, Verlag: Dhv der Hörverlag; Auflage: Gekürzte Lesung, ISBN 978-3-86717-094-9.
- Elfenkönigin (2009) – 6 CDs, Gelesen von Hans Peter Hallwachs, Verlag: Dhv der Hörverlag; Auflage: Gekürzte Lesung, ISBN 978-3-86717-170-0.
- Elfenritter 1. Die Ordensburg (November 2007) – 6 CDs, Gelesen von Hans Peter Hallwachs, Verlag: Dhv der Hörverlag; Auflage: Gekürzte Lesung, ISBN 978-3-86717-173-1.
- Elfenritter 2. Die Albenmark (März 2008) – 6 CDs, Gelesen von Hans Peter Hallwachs, Verlag: Dhv der Hörverlag; Auflage: Gekürzte Lesung, ISBN 978-3-86717-184-7.
- Elfenritter 3. Das Fjordland (März 2009) – 6 CDs, Gelesen von Hans Peter Hallwachs, Verlag: Dhv der Hörverlag; Auflage: Gekürzte Lesung, ISBN 978-3-86717-462-6.
- Die Elfen – Folge 01: Der Untergang von Vahan Calyd (September 2011) – 1 CD, Hörspiel, Folgenreich (Universal Music), 0602527772875
- Die Elfen – Folge 02: Firnstayns Kinder (September 2011) – 1 CD, Hörspiel, Folgenreich (Universal Music), 0602527772882
- Die Elfen – Folge 03: Königstein (September 2011) – 1 CD, Hörspiel, Folgenreich (Universal Music), 0602527772899
- Die Elfen – Folge 04: Der Fluch des Schicksalswebers (Februar 2012) – 1 CD, Hörspiel, Folgenreich (Universal Music), 0602527772905
- Die Elfen – Folge 05: Elfenwinter (April 2012) – 1 CD, Hörspiel, Folgenreich (Universal Music), 0602527772912
- Die Elfen – Folge 06: Die goldenen Pfade (Mai 2013) – 1 CD, Hörspiel, Folgenreich (Universal Music), 0602537253944
- Die Elfen – Folge 07: Die Bibliothek von Iskendria (August 2013) – 1 CD, Hörspiel, Folgenreich (Universal Music), 0602537253968
- Die Elfen – Folge 08: Die Schlacht am Mordstein (November 2013) – 1 CD, Hörspiel, Folgenreich (Universal Music), 0602537390281
- Die Elfen – Folge 09: Tod in der Nachtzinne (Februar 2014) – 1 CD, Hörspiel, Folgenreich (Universal Music), 0602537390298
- Die Elfen – Folge 10: Totenfeuer (Mai 2014) – 1 CD, Hörspiel, Folgenreich (Universal Music), 0602537579303
- Die Elfen – Folge 11: Elfenlicht (August 2014) – 1 CD, Hörspiel, Folgenreich (Universal Music), 00602537579327
- Die Elfen – Folge 12: Der schwarze Ritter (Juni 2016) – 1 CD, Zaubermond (Indigo), 3954269724
- Die Elfen – Folge 13: Der Klan der Lutin (September 2016) – 1 CD, Zaubermond (Indigo), 3954269732
- Die Elfen – Folge 14: Die Verräterin (Dezember 2016) – 1 CD, Zaubermond (Indigo), 3954269740
- Die Elfen (08.03.2018) – 32 h 16 min, Gelesen von  Detlef Bierstedt, Audible; Auflage: ungekürzte Hörbuchfassung
- Elfenwinter (10.05.2018) – 28 h 14 min, Gelesen von  Detlef Bierstedt, Audible; Auflage: ungekürzte Hörbuchfassung
- Elfenlicht (12.07.2018) – 31 h 13 min, Gelesen von  Detlef Bierstedt, Audible; Auflage: ungekürzte Hörbuchfassung
- Elfenkönigin (13.09.2018) – 29 h 35 min, Gelesen von  Detlef Bierstedt, Audible; Auflage: ungekürzte Hörbuchfassung